# Мајкл Рапапорт
Мајкл Дејвид Рапапорт (енгл. Michael David Rapaport; Њујорк, Њујорк, 20. март 1970) амерички је позоришни, филмски и ТВ глумац, комичар, сценариста, редитељ и продуцент.
Глумио је у филмовима Права романса (1993), Моћна Афродита (1995), Пољубац смрти (1995), Лепе девојке (1996), Земља полицајаца (1997), Дубоко плаво море (1999), Шести дан (2000), Љубавни терапеут (2005). Такође је глумио у серијама Бостонска школа, Рат у кући, Бекство из затвора (сезона 4). 